# Association Québec-Palestine
L'Association Québec-Palestine, initialement surnommée le Comité Québec-Palestine, fut un groupe militant pro-palestinen basé à Montréal, au Québec, et actif entre 1972 et le début des années 1990.
Considéré comme l'un des premiers groupes indépendants de solidarité envers la cause palestinienne au Québec, il est l'un des instigateurs de la Conférence internationale de solidarité ouvrière. Il est cofondé par Michel Chartrand et Rezeq Faraj,.

## Historique
En 1969, sous invitation Marie-Claude Tadros-Giguère, co-présidente du Comité Québec-Palestine de l'Université Laval, Michel Chartrand participe à un panel portant sur la Palestine. René Lévesque, alors chef du Parti québécois, y assiste également. À cette occasion, Chartrand fait la connaissance de Rezeq Faraj, un immigrant d’origine palestinienne avec qui il se lie d’amitié. Par suite d'événements communs, Chartrand invite Faraj à se prononcer devant l'assemblée générale du Conseil central de Montréal. L'organisation vote alors la première résolution en appui à la Palestine de leur histoire.

En 1972, Faraj organise un voyage d'un mois au Proche-Orient où Chartrand, ainsi que plusieurs autres militants québécois et journalistes, visitent le Liban, l'Égypte, la Syrie, l'Irak, la Jordanie et la Palestine occupée. Lors de ce voyage, le groupe rencontre Yasser Arafat, le chef de l’Organisation de libération de la Palestine. Tel que l'explique Fernand Foisy, biographe de Chartrand:
Dès leur première rencontre, Yasser Arafat et Michel Chartrand se sentent des affinités. [...] Il est deux heures du matin et pendant deux longues heures Arafat explique le pourquoi de la résistance palestinienne à Chartrand. Michel se renseigne sur la structure de l'organisation. La sincérité des questions et des réponses débouche sur des relations très fraternelles.
Au retour de leur voyage, plusieurs militants se rejoignent dans l'appartement de Chartrand pour mettre sur pied le Comité Québec-Palestine, organisation qui deviendra ultérieurement l'Association Québec-Palestine (AQP). Rezeq Faraj en est le premier président.
Dès 1973, les activités de l'AQP se multiplient: elle organise de trois à quatre conférences par trimestre sur la cause palestinienne dans les Cégep et universités du Québec, amasse des fonds pour certaines initiatives, organise des manifestations et fait des apparitions dans les médias. En 1974, l'Association organise une semaine de mobilisation en l'honneur du neuvième anniversaire de la mise sur pied de l'OLP.
L'AQP publie et distribue, entre 1973 et 1975, le bulletin bilingue Fedayin, titré à près de 5000 exemplaires,,.
En mars 1975, des militants découvrent que les bureaux de la Fédération canado-arabe, domicilié au Conseil central de Montréal, et utilisés par l'Association Québec-Palestine, sont espionnés grâce à du matériel d'écoute électronique.
L'AQP participent à l'organisation de la Conférence internationale de solidarité ouvrière, en collaboration avec de nombreux syndicats, le SQAL, le Comité Québec-Chili et le SUCO. L'événement a finalement lieu du 12 au 15 juin 1975 au Collège de Maisonneuve et rassemble plus de 600 personnes dont 44 provenant de délégations étrangères. Trois d'entre eux proviennent de la Palestine. Suite à l'événement, l'AQP demeurera sur le conseil d'administration du CISO, organisation formée à la suite de la conférence, jusqu'à la fin des années 1980.
Au milieu des années 1980, l'organisation continue à organiser certaines manifestations et conférences, bien que moins fréquentes et médiatisées. À partir du début des années 1990, l'organisation s'essouffle et disparait du paysage militant québécois. Les membres de l'organisation se réorientent vers d'autres associations de soutien à la Palestine, notamment Aide médicale pour la Palestine (AMP).